# Llueve sobre nuestro amor
Llueve sobre nuestro amor (en su idioma original Det regnar på vår kärlek) es una película sueca de género dramático y romántica. Estrenada en 1946 es la segunda película oficial, tras su fallido debut comercial Crisis (1945), realizada por el director Ingmar Bergman. Se basa en la obra teatral Bra mennesker escrita por Oscar Braathen.

## Sinopsis
Una joven pareja, que se conoce por azar en una estación de tren, experimentan un intenso flechazo. Maggi (Barbro Kollberg) es una joven que pasa una mala época: se encuentra embarazada pero ignora quién es el padre del hijo. David (Birger Malmsten), por su parte, es un joven que acaba de salir de la cárcel. Ambos deciden unir sus destinos y enfrentarse a los obstáculos que se van encontrando en el camino. 
Planean irse a vivir juntos a una pequeña cabaña. Pero pronto descubrirán que las cosas no son tan sencillas como habían previsto y que, tal vez, ni siquiera pueden confiar el uno en el otro. La reacción social a su historia, una aldea pequeña, cerrada y puritana, los prejuicios y la hipocresía serán un importante reto a su comenzada relación.

## Reparto
- Barbro Kollberg - Maggi
- Birger Malmsten - David
- Gösta Cederlund - El hombre del paraguas
- Ludde Gentzel - Håkansson
- Douglas Håge - Andersson
- Hjördis Petterson - Señora Andersson
- Julia Caesar - Hanna Ledin
- Gunnar Björnstrand - Señor Purman
- Magnus Kesster - El mecánico
- Sif Ruud - Su esposa
- Åke Fridell - El pastor
- Benkt-Åke Benktsson - El fiscal
- Erik Rosén - El juez
- Sture Ericson - Kängsnöret
- Ulf Johanson - Stålvispen
- Torsten Hillberg - Kyroherden
- Erland Josephson